# ماریو دونادونی
ماریو دونادونی (انگلیسی: Mario Donadoni؛ زادهٔ ۱۹ نوامبر ۱۹۷۹) بازیکن فوتبال اهل ایتالیا است.
از باشگاه‌هایی که در آن بازی کرده‌است می‌توان به باشگاه فوتبال کرمونزه، ماترا کالچو، باشگاه فوتبال پادوا، باشگاه فوتبال آتالانتا، و آ.اس.آ ترگو مورش اشاره کرد.